# بيث نهرين

بيث نهرين (بالسريانية: ܒܝܬ ܢܗܪ̈ܝܢ)؛ «وتغني بالعربية: بَيَنْ نهرين» هو الاسم السرياني للمنطقة المعروفة باسم بلاد بين النهرين. يشير الاسم جغرافيًا إلى المناطق الواقعة بين نهري دجلة والفرات ومحيطهما (وكذلك روافدهما). يشير الاسم الآرامي أيضًا إلى المنطقة باعتبارها حول الأنهار، وليس فقط حرفيًا بين الأنهار. يعتبر الآشوريون المنطقة وطنهم.
تشمل هذه المنطقة تقريبًا جميع مناطق العراق الحالي وأجزاء من جنوب شرق تركيا وشمال غرب إيران، ومؤخرًا شمال شرق سوريا. يُعتبر الأشوريون من السكان الأصليين لبيث نهرين. «النهريين» أو «النهرياني» هما اسمان لـ«نهرايا» (ܢܗܪܝܐ)، وهو المعادل الآرامي لـ«بلاد ما بين النهرين».

## التاريخ
بينما قد يعتقد أن الاسم مستخرج من ميوزبوتاميا (بالإغريقية: Μεσοποταμία)‏، فإن العكس هو الأكثر احتمالًا. الاسم الآرامي موثق منذ اعتماد الآرامية القديمة كلغة مشتركة للإمبراطورية الآشورية الحديثة في القرن الثامن قبل الميلاد، لكن الاسم اليوناني ميوزبوتاميا صيغ لأول مرة في القرن الثاني قبل الميلاد من قبل المؤرخ بوليبيوس خلال الفترة السلوقية. اسم بيث نهرين موجود أيضا بالعربية (بين النهرين). تشمل الأنواع السريانية الكلاسيكية الأقل شيوعًا الأخرى للاسم ܒܝܬ ܢܗܪ̈ܘܬܐ، بيت ناهراواتا (بين الأنهار)، و-ܡܨܥܬ ܢܗܪ̈ܘܬܐ، Meṣʿaṯ Nahrawwāṯā (وسط الأنهار).

### الثقافة الحديثة
يستخدم مصطلح «بيث نهرين» عادة من قبل كل من الآشوريين الشرقيين والغربيين كجبهة موحدة لمنطقة آشورية مستقلة. فيما يلي قائمة بالمنظمات السياسية / العسكرية التي تم تطويرها باستخدام اسم «بيث نهرين»:
- قوات حماية نساء بيث نهرين
- حزب بيت نهرين الديمقراطي
- منظمة ثورة بيث نهرين الوطنية
- حزب حرية بيث نهرين

## الشعوب
الآشوريون (يشار إليهم أيضًا بالسريان، والآراميين أو الكلدانيين) يرون أنفسهم كأهل بيث نهرين. هم يتحدثون لهجات مختلفة من الآرامية الحديثة اعتمادًا على موقعهم الجغرافي داخل بيث نهرين. اليوم، يتحدث الآشوريون في العراق وإيران وكذلك وادي نهر الخابور في سوريا أنواعًا مختلفة من الآرامية الشمالية الشرقية بينما يتحدث الآشوريون في تركيا وسوريا بشكل رئيسي الطورية، وهي لهجة من الآرامية الوسطى الحديثة.
تشمل الجماعات العرقية البارزة الأخرى الموجودة في بيث النهرين: العرب والأرمن واليزيديين والتركمان والفرس والكرد والأتراك.

## الجغرافية
تحتل بيث نهرين أرضًا بين نهرين - في إشارة إلى الفرات ودجلة. يغطي نهر دجلة والفرات 35,600 كيلومتر مربع ويشكل مجرى نهر رئيسي ينشأ من جبال طوروس في شرق تركيا عبر سوريا والعراق نحو الخليج العربي.